# Fadd (Hungria)
Fadd é uma vila da Hungria, situada no condado de Tolna. Tem 67,54 km² de área e sua população em 2019 foi estimada em 4.083 habitantes.